# إيفان براندون
إيفان براندون (بالإنجليزية: Ivan Brandon)‏ هو رسام بالرصاص أمريكي، ولد في 1976 في نيويورك في الولايات المتحدة.

## وصلات خارجية
- إيفان براندون على موقع IMDb (الإنجليزية)
- الموقع الرسمي